# キョーエイ小松島店

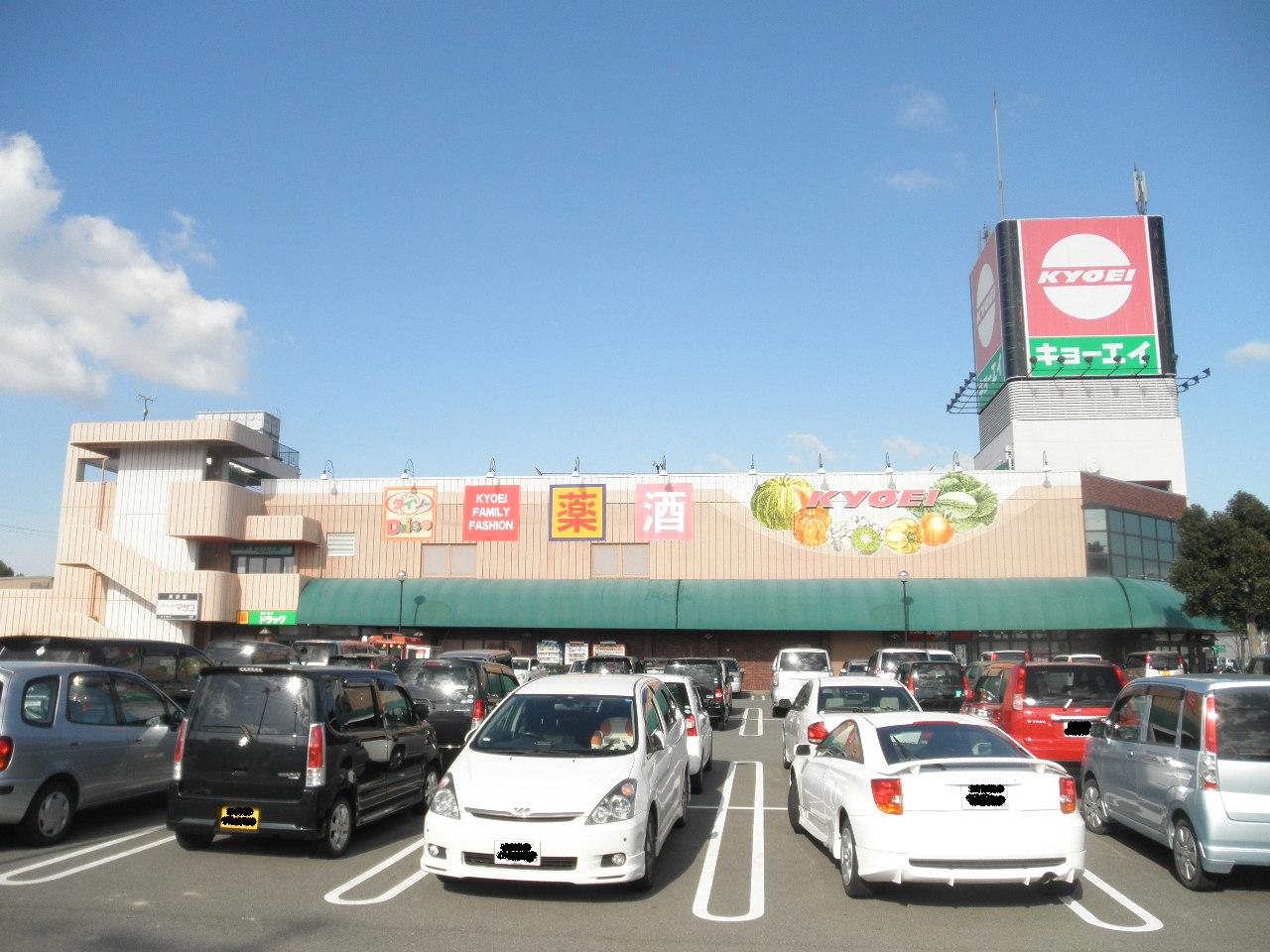
店舗外観（2010年撮影）

キョーエイ小松島店（キョーエイこまつしまてん）は、徳島県小松島市小松島町若井崎10-1にある、キョーエイのショッピングセンターである。2002年（平成14年）、小松島サティの跡地に居抜き出店して開業した。

## 沿革
- 2002年（平成14年） - 開店[1]。

## テナント
2021年現在のテナント一覧。
本館
1F
- キョーエイ
- キョーエイドラッグ（薬局）
- ホルン（ベーカリー）
- ホワイト急便（クリーニング）
- 阿波銀行（ATM）
- 徳島大正銀行（ATM）
- ゆうちょ銀行（ATM）

2F
- キョーエイファミリーファッション（衣料品）
- ザ・ダイソー（100円ショップ）
- コアフィールド・マサコ（美容室）

別棟
- ジョイフル（ファミリーレストラン）

### かつての出店事業者
本館
1F
- カメラのキタムラ（写真）：2017年7月23日閉店

2F
- メガネの愛眼（眼鏡）：2021年1月31日閉店